# James W. Pulley
James W. Pulley (né le 21 avril 1936 à Philadelphie, mort le 13 mai 2008 à Berlin) est un chanteur américain devenu est-allemand.

## Biographie
Pulley est abandonné enfant par sa mère. À 16 ans, il s'engage dans la United States Army. Il déserte en 1955 après une permission de sa caserne près d'Augsbourg pour aller en RDA en compagnie d'une femme qui habite ce pays et dont il est amoureux. Il s'intègre par le centre culturel "Solidarité internationale" à Bautzen, spécialement créé pour le soutien culturel et politico-idéologique des déserteurs des armées occidentales.
En 1956, il commence sa carrière musicale en tant que chanteur dans des orchestres de danse (entre autres, l'orchestre Schwarz-Weiß de Dresde, l'orchestre Bodo Wiese d'Altenbourg et l'orchestre d'Alfons Wonneberg à Berlin). En raison de son origine afro-américaine, il interprète des chansons des États-Unis et d'Afrique. Il reprend ainsi Glenn Miller, Louis Armstrong ou Harry Belafonte. En outre, il interprète des chansons allemandes folkloriques et de schlager en allemand, écrites spécialement pour lui par le compositeur Arndt Bause.
Avec la chanteuse Dagmar Frederic, il est en tournée pendant 13 ans, également dans des pays du bloc de l'Est ainsi que dans des émissions télévisées de la Deutscher Fernsehfunk. En tant que soliste, Pulley est présent jusqu'à la fin du rideau de fer jusqu'à 60 fois par mois dans des événements en RDA. Au moment de la réunification, il fait face à un arrêt de sa carrière auquel il consent. Il continue donner à quelques concerts sur des scènes et dans des croisières.
Il épouse en 1960 Ursula qui deviendra son manager et vit avec ses enfants dans une maison à Berlin-Johannisthal.

## Source de la traduction
- (de) Cet article est partiellement ou en totalité issu de l’article de Wikipédia en allemand intitulé « James W. Pulley » (voir la liste des auteurs).